# Temeljni vijak
Temeljni vijak, kotveni vijak ili sidreni vijak služi za pričvršćivanje strojeva i uređaja za njihove betonske temelje. Temeljni vijci povezuju glavne dijelove s postoljem ili temeljem, a izvedeni su ili kao vijci s glavom (glavati vijci) ili im je glava stožasto prizmatična, rasječena i povinuta, raskovana ili sploštena ili ima neki drugi, često nepravilan oblik koji osigurava dobro držanje kada se zalije u beton temelja.

## Vijak
Vijak (ponekad germanizam šaraf koja potječe od riječi Schraube ili vida od talijanskog vita) je strojni dio za rastavljivo spajanje dijelova ili za pretvaranje rotacijskoga gibanja (vrtnja) u translacijsko (pravocrtno kretanje). Valjkasta je oblika, a duž cijele vanjske strane ili njezina dijela oblikovan je narezanim ili utisnutim navojem, to jest spiralnim užljebljenjem, koje djeluje poput vješto izvedene kosine. Navoj se u obliku helikoidne linije ili uske plohe ravnomjernim nagibom ovija oko cilindričnog ili, rjeđe, blago stožastoga tijela i uspinje u smjeru kazaljke na satu (desni navoj) ili obrnuto (lijevi navoj).
Prema namjeni, navoji imaju različite oblike poprečna presjeka (trokutni, trapezni, pilasti i tako dalje), mogu biti jednovojni ili viševojni (dvovojni, trovojni), metrički ili colni (na primjer cijevni Whitworthov navoj). Karakteristične veličine navoja jesu kut profila, teorijska i nosiva dubina, korak i drugo. Većinom su standardizirani, premda se iz različitih razloga izvode i izvan standarda. Pored tijela s navojem vijak je obično opremljen glavom različita oblika. Glava vijka najčešće je šesterostrana prizma, ali može biti i četverokutna, poluokrugla, valjkasta s ravnim ili upuštenim križem, šesterokutom (takozvani imbus-vijak) ili zvijezdom, potom lećasta, krilna, narovašena, očna ili stožasta. Uglavnom ima glavu koja pruža mogućnost odvijanja ili zavijanja, uz pomoć odgovarajućeg alata kao na primjer odvijač) ili ključ za šesterokutne glave). Glava vijka je uglavnom veća od tijela vijka, da bi se vijak zaustavio kod zavijanja, ali i da prenosi silu na nosivoj površini. Tijelo vijka ima na sebi navoj, koji može biti puni navoj ili djelomični navoj.